# Otterberg
Otterberg település Németországban, Rajna-vidék-Pfalz tartományban. Lakosainak száma 5438 fő (2023. december 31.).

## Fekvése
Kaiserslauterntől 5 km-rel északra található.

## Története
Cisztercita kolostorát 1145 alapították, melynek apátsági temploma máig fennmaradt.
1579-ben Hollandiából vallonok (vallási menekültek) telepedtek le itt, kiknek itt vallásszabadságot ígértek. Utódaik még mindig itt élnek. Letelepedésüket a hely erős lakosságnövekedése kísérte, és már 1581-ben elnyerte a városi jogokat. A harmincéves háború alatt a település egy időre elnéptelenedett.
A település népességének változása:
| Lakosok száma | 4419 | 5274 | 5391 | 5389 | 5377 | 5425 | 5438 |
|               | 1975 | 2015 | 2017 | 2019 | 2021 | 2022 | 2023 |

## Nevezetességek
- Kolostor
- Történelmi óváros

## Itt születtek, itt éltek
- Johann Heinrich Roos (1631–1685) – festő
- Lazarus Straus (1809–1898) – üzletember
- Isidor Straus (1845–1912) – német–amerikai üzletember és politikus (tagja amerikai képviselőháznak)
- Hermione Straus Kohn (1846–1922) – üzletasszony
- Oscar Straus (1850–1926) – politikus és diplomata
- Kurt Mayer (1903–1945) történész

## Galéria

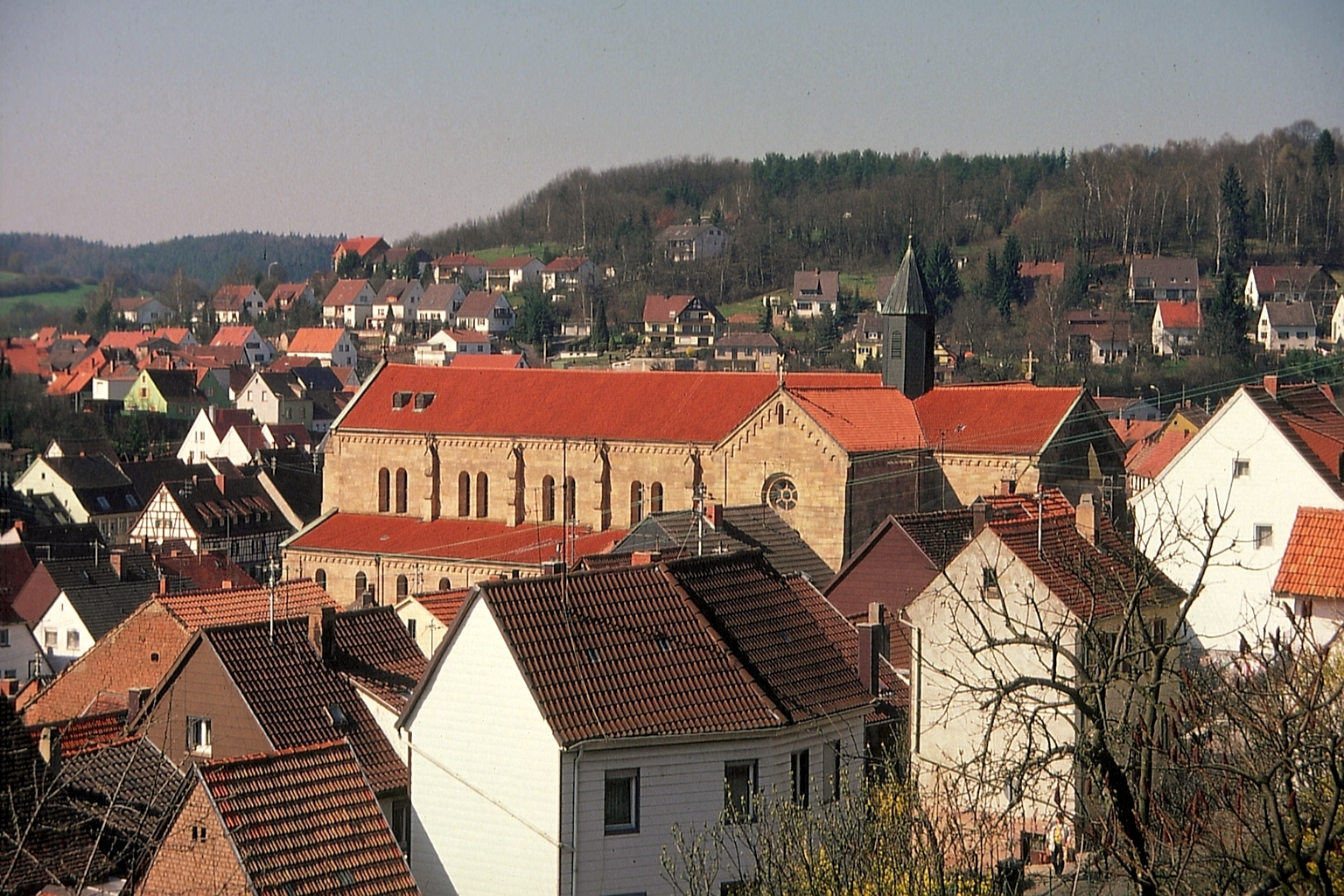
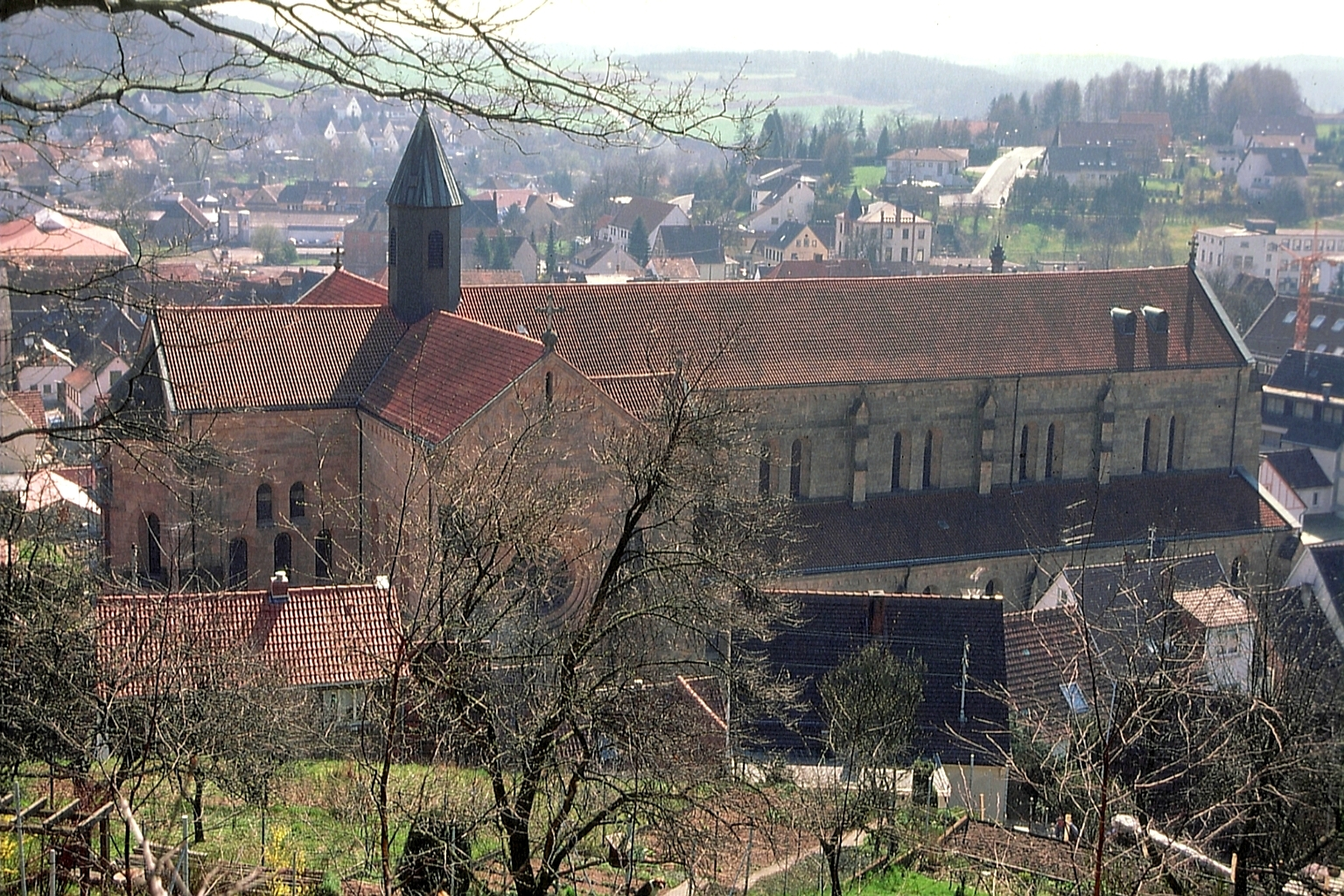
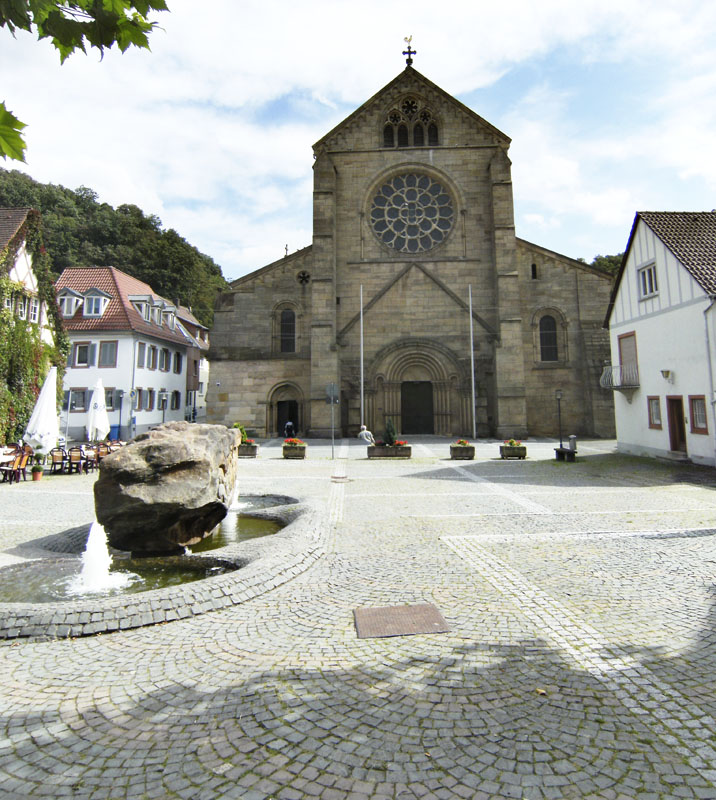
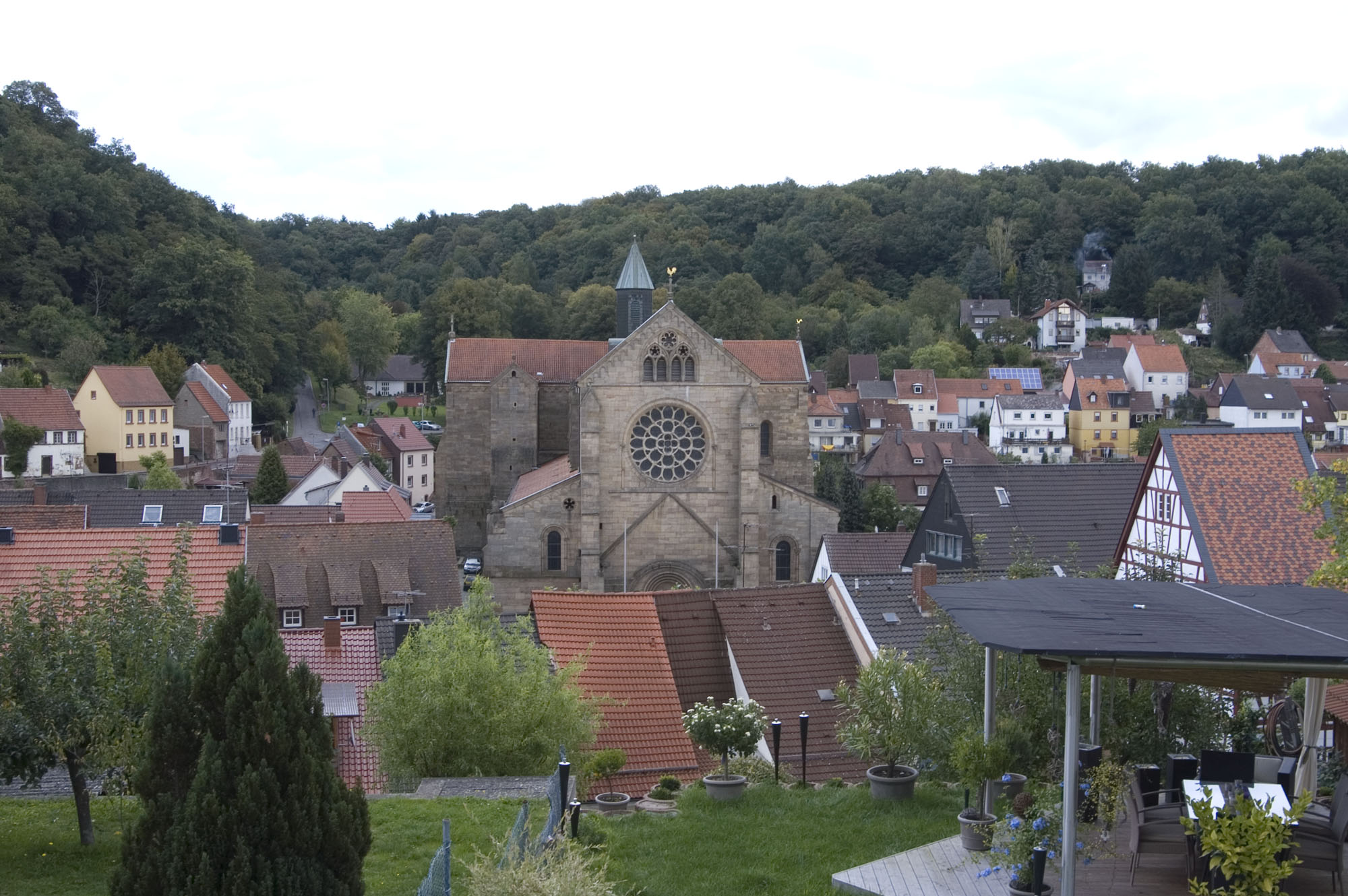
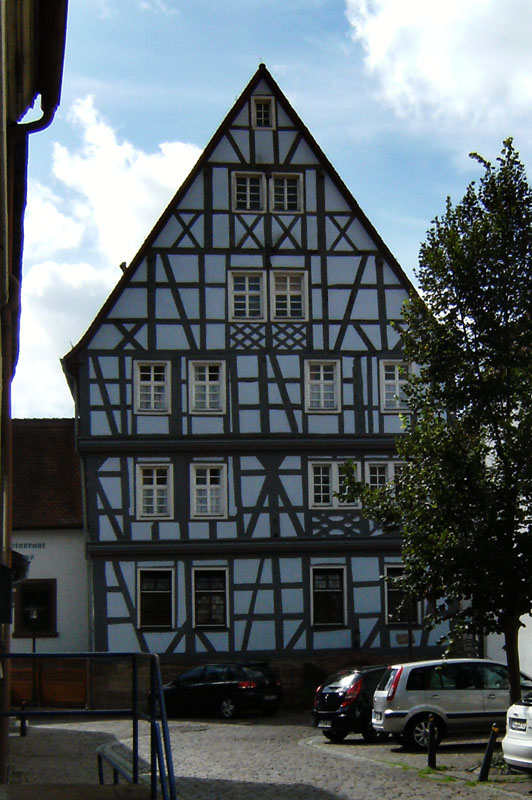
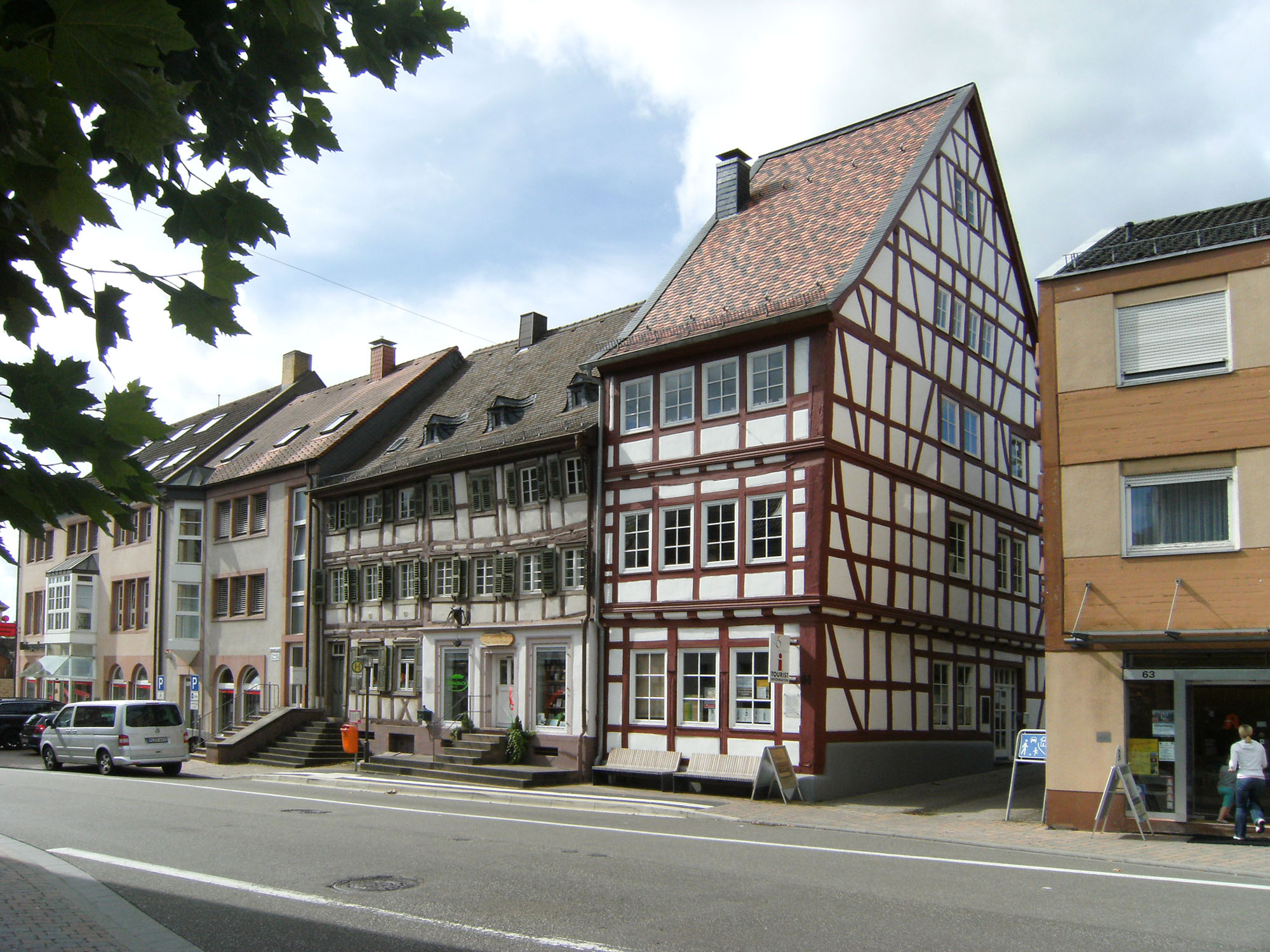
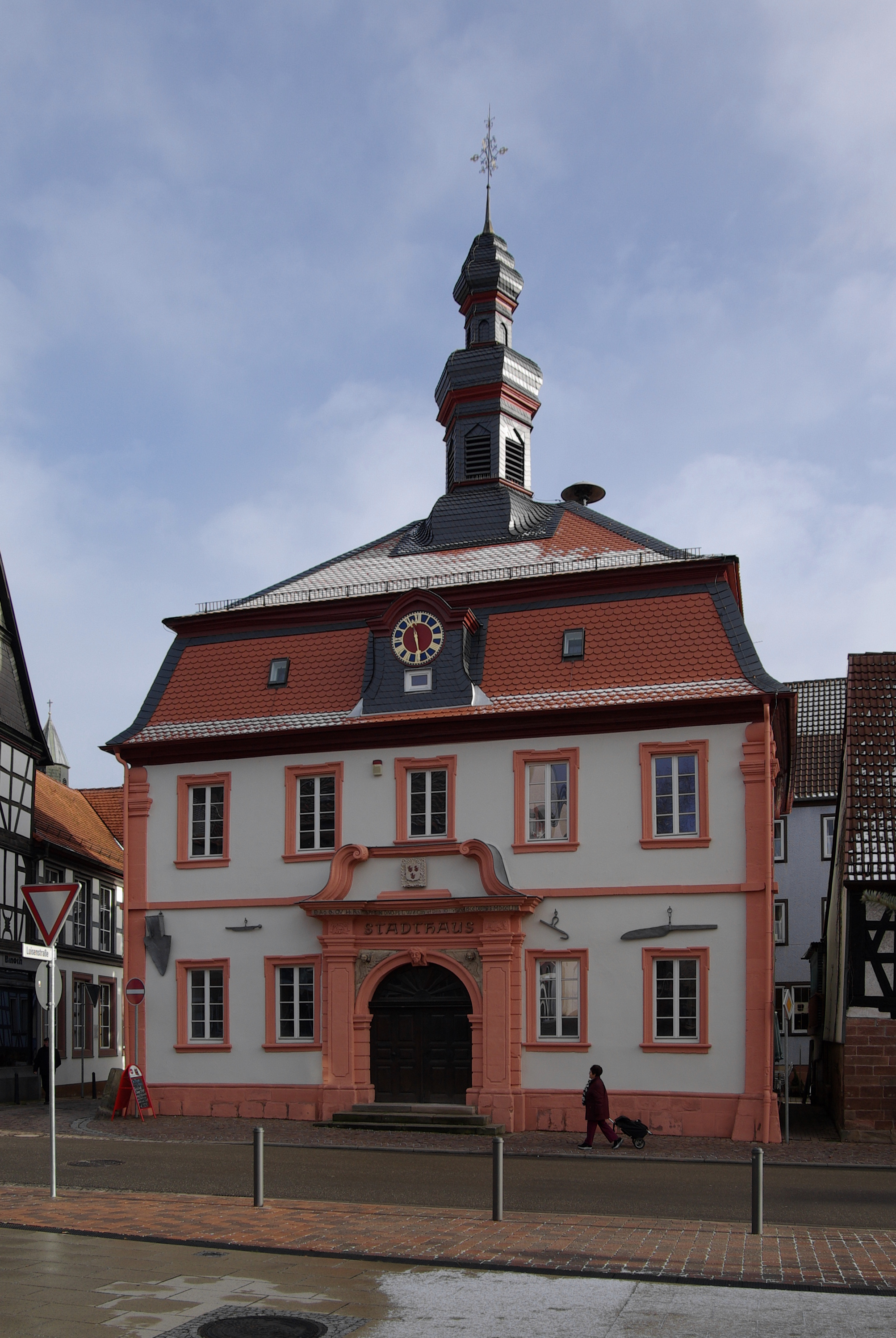
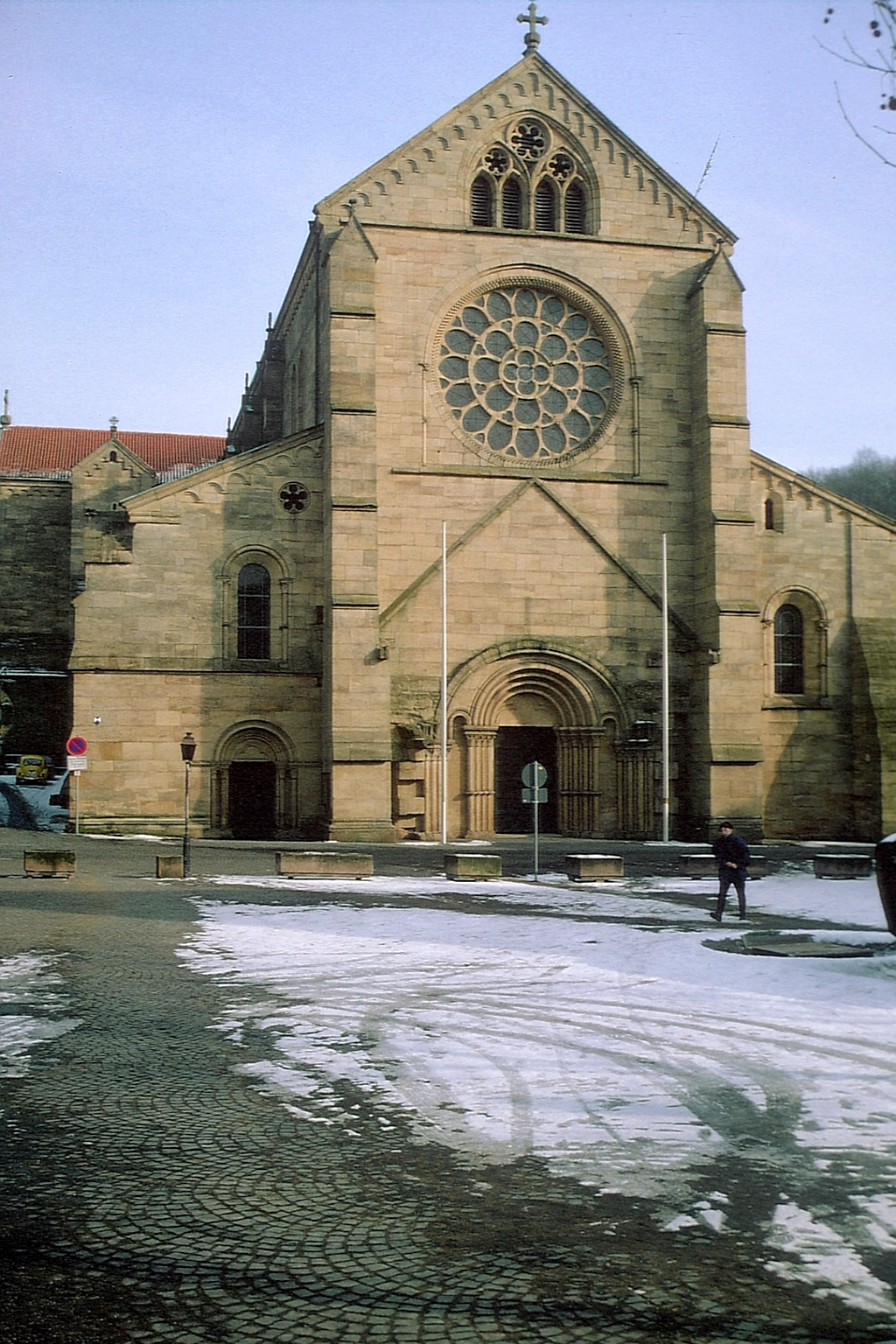
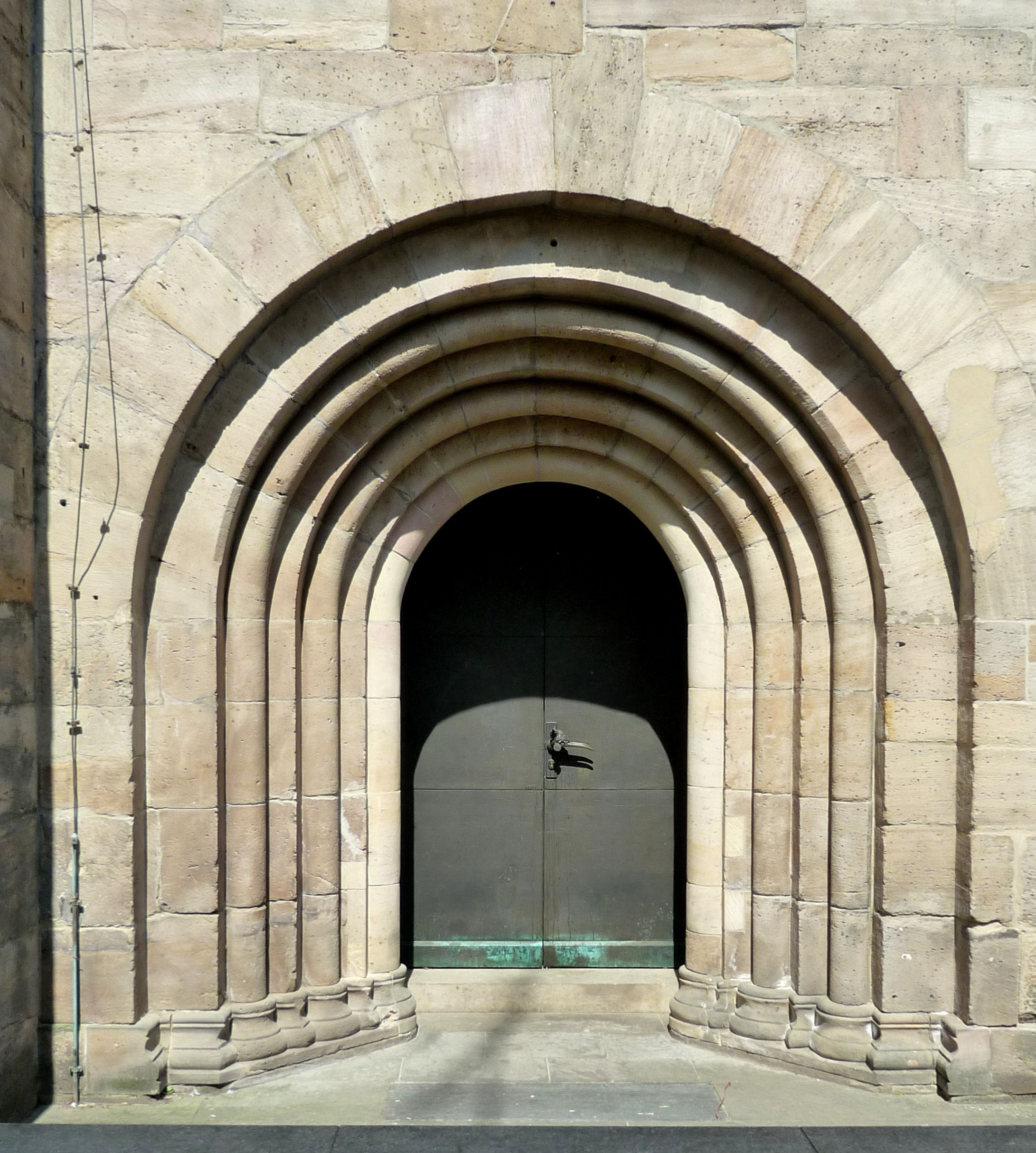
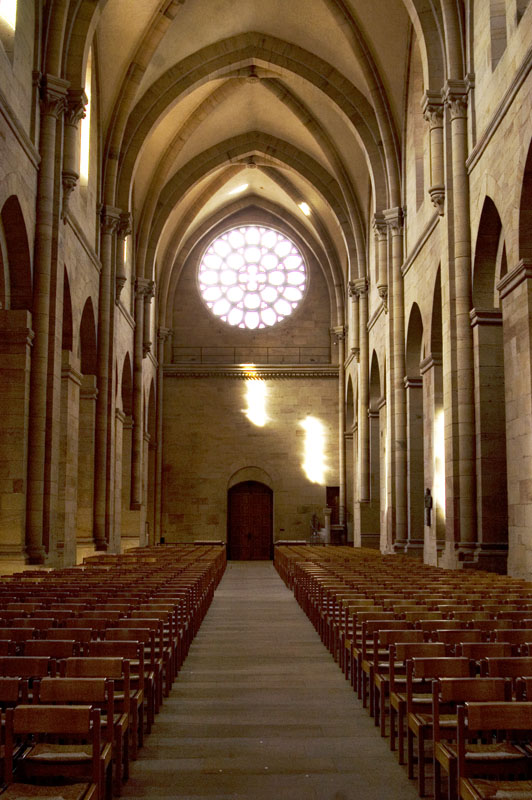
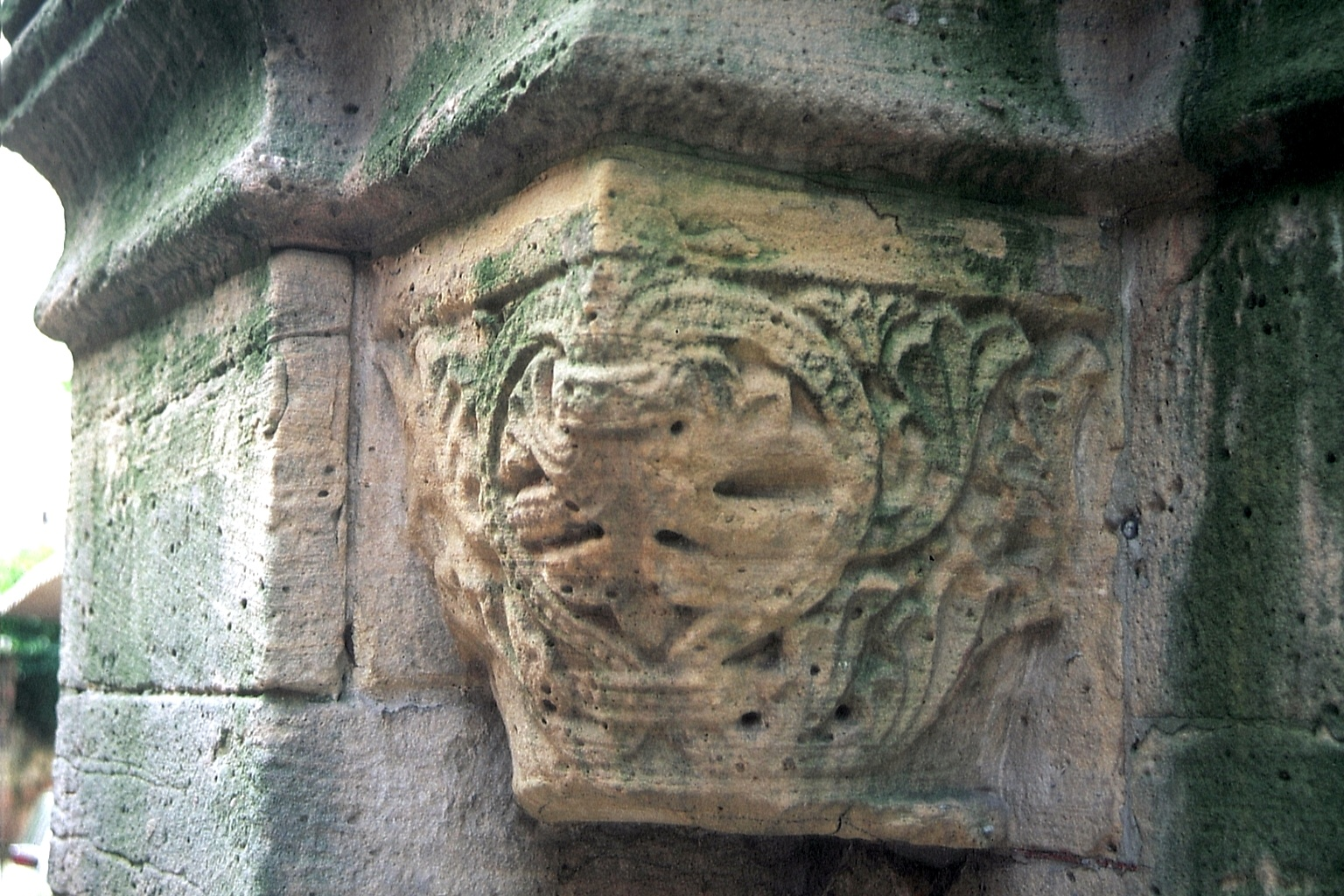
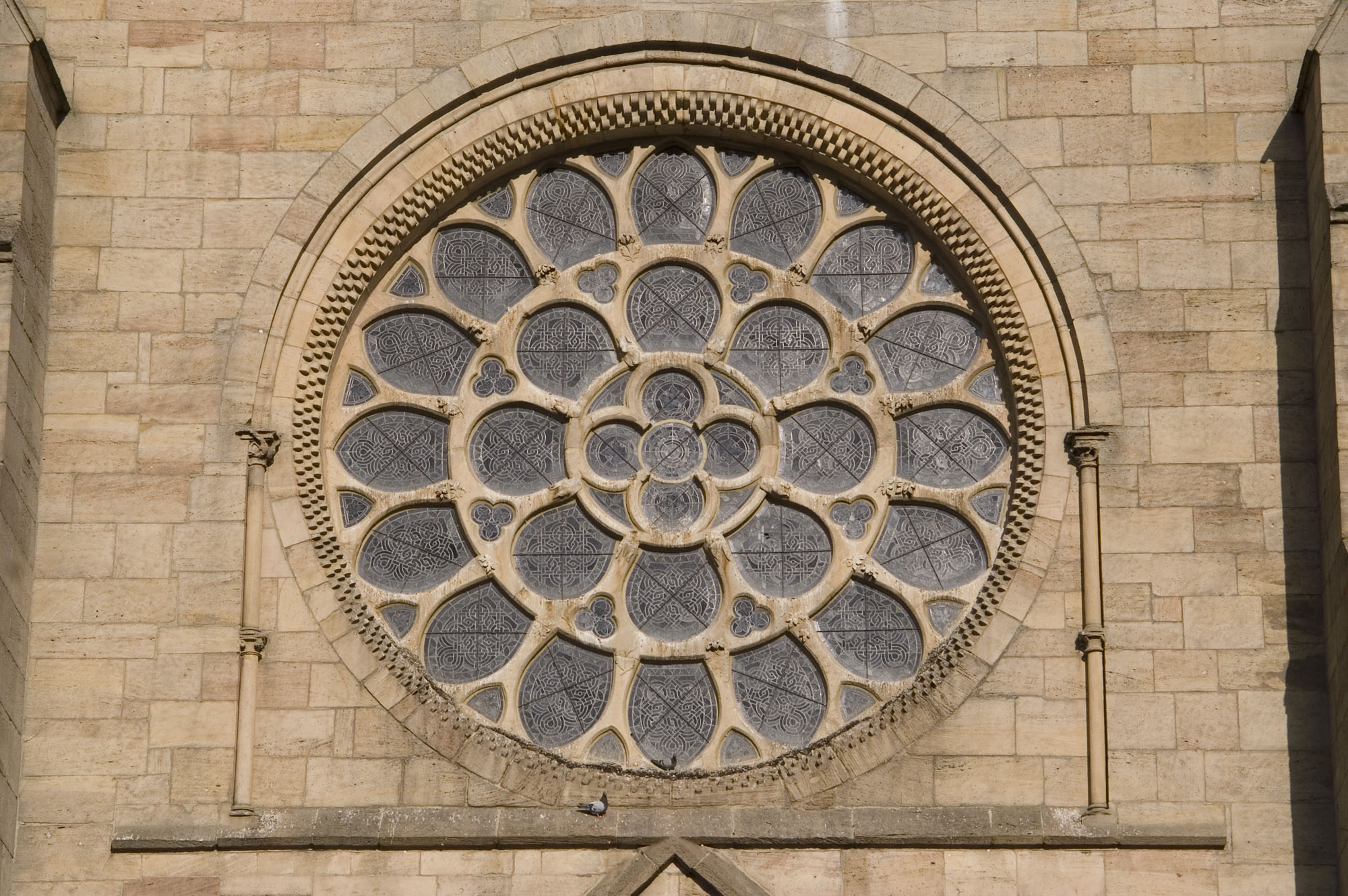